# Gropparello
Gropparello (llengua emiliana: Gruparél) és un comune (municipi) de la província de Piacenza a la regió italiana d'Emília-Romanya, situat a uns 130 quilòmetres al nord-oest de Bolonya i uns 25 quilòmetres al sud de Piacenza.
El territori del municipi es troba entre 175 i 1.099 metres sobre el nivell del mar. Per tant, l'envergadura altimètrica és de 924 metres.
Gropparello limita amb els municipis següents: Bettola, Carpaneto Piacentino, Lugagnano Val d'Arda, Morfasso, Ponte dell'Olio i San Giorgio Piacentino.
Els llocs d'interès inclouen el castell de Montechino.